# Дети кукурузы 666: Возвращение Айзека
«Дети кукурузы 666: Возвращение Айзека» (англ. Children of the Corn 666: Isaac's Return, иное название «Дети кукурузы 666: Айзек вернулся») — американский фильм ужасов 1999 года режиссёра Кари Скогланд. Шестая часть киносериала «Дети кукурузы».

## Сюжет
В поисках своей матери Ханна Мартин после окончания колледжа решает съездить в свой родной городок Гэтлин. По дороге она подбирает уличного проповедника Захария, чья машина сломалась. Он рассказывает ей о её имени, а затем исчезает в машине. От увиденного Ханна съезжает в кукурузное поле, где внезапно появляется шериф Кора, которая отвозит Ханну в городскую больницу. Там она узнаёт, что Айзек не был убит «Тем, кто обходит ряды» после того, как бог смерти взял под контроль его тело в первом фильме. Однако вместо этого он впал в кому на 19 лет. Больница заполнена странными пациентами, которые говорят о пророчестве с участием Ханны и Айзека. Там же она знакомится с доктором Майклзом и работником больницы Габриэлем.
После того, как она покидает больницу и возобновляет своё путешествие, за ней начинает погоню таинственный внедорожник. Доехав до мотеля, Ханна почти наступает на мертвую ворону, а затем видит странно улыбающегося мальчика (Дэниэль Л. Николетти), который внезапно появился на стуле рядом с её машиной. В офисе мотеля она встречает пару подростков: девушку и её бойфренда Мэтта. На следующее утро, когда Ханна покидает мотель, небольшая толпа собирает вокруг машины Ханны и обсуждает её. Между тем, Айзек пробуждается после 19-летнего сна и выясняется, что у него есть сын. Ханна возвращается в больницу, где у неё начинаются видения в пустом коридоре, прежде чем Габриэль появится за ней. Он показывает ей архив, в котором она может найти свидетельство о рождении. Пока они находятся в темноте, Джейк, сумасшедший брат Коры, едва не убивает топором Ханну, погнавшись за мышью. Габриэль оставляет Ханну одну, чтобы вернуть Джейка в свою комнату. В одиночестве Ханна находит косу, фиксирующую её свидетельство о рождении на стене.
Посреди ночи странная женщина пытается прикоснуться к Ханне, пока она лежит в постели, но уходит, когда она понимает, что Ханна бодрствует. Ханна преследует внедорожник с женщиной. Остановившись, Ханна сталкивается с Джесси, ещё одним странным подростком, орудующим мачете. Он рассказывает, что владелец грузовика — это Рэйчел Колби, та же женщина, что и в свидетельстве о рождении. В своём номере Ханна обнаруживает фразу на стене в душе «УЕЗЖАЙ ИЛИ УМРИ». Вернувшись в церковь, Рэйчел сталкивается с Айзеком. Выясняется, что Рэйчел — вдова Амоса (и Рэйчел, и Амос появлялись в фильме «Дети кукурузы» 1984 года), и она убеждает Айзека в том, что её дочь мертва. Когда она уходит после спора с пророком, последний рассказывает, как она будет наказана за своё предательство. Рэйчел позже беседует с доктором Майклзом, который просто хочет продвинуться дальше идей культов и жертв. Он говорит Рэйчел делать всё, что нужно, чтобы остановить Айзека.
Доктор Майклз возвращается в больницу, где обнаруживает, что Джейк засорил раковину и затопил кабинет. Айзек выходит из тени, демонстрируя сверхъестественную силу. Майклз предупреждает его оставить Ханну в покое. Однако пророк вытаскивает из стены электрический шнур и бросает его на влажный пол, убивая доктора. Позже Айзек приближается к сыну, которым считается Мэтт. Он гордится тем, что его сын будет продолжать наследие. Однако сам Мэтт кажется менее восторженным. Пока Габриэль беседует с Айзеком на кукурузном поле, они оба говорят о событиях, которые произошли и о пророчестве, но Габриэль издевается над Айзеком за то, что он позволил своим ученикам повесить его на крест (события первого фильма). Ханна тем временем снова сбита с дороги, но на этот раз пьяным Мэттом. После того как она кричит на него, Мэтт идёт на Ханну с лопатой и вручает её ей, говоря, что он потомок Айзека, и чтобы она выяснила своё происхождение. Ханна начинает рыть могилу дочери Колби, очевидно мёртвого ребёнка Рэйчел. Когда она роет, кровавое мёртвое тело падает прямо над её головой. Однако это оказывается лишь иллюзией. Рэйчел приходит на кладбище и предупреждает Ханну, что открыв гроб, пути назад не будет. Ханна говорит, что она уйдет, если Рэйчел скажет ей правду. Рэйчел отказывается рассказывать, что является матерью Ханны.
Ханна открывает гроб, который оказывается пустым. Рэйчел признаётся и говорит, что Айзек хочет, чтобы Ханна сделала новую, «чистую» расу. Ханна обвиняет Рэйчел в безумии и убегает. В кукурузных полях культ собрался, чтобы праздновать, поскольку Мэтт заклеймён как первый ребёнок. В то время, когда Ханна идёт по кукурузным полям, её окружают дети, один из которых вводит ей успокаивающее средство. Ханна просыпается в окружении членов культа и пылающего костра. Ей кладут корону из кукурузной шелухи на голову и клеймят руку, так же, как и Мэтту. Они начинают исполнять церемонию союза между ней и Мэттом, но Ханна убегает. Культ пытается поймать её, активируя систему орошения и ведя погоню на мотоциклах. Рэйчел появляется перед членами культа, утверждая, что Айзек — мошенник и пророчество не сбудется. На полях подруга Мэтта пытается помочь Ханне убежать, так как хочет быть с Мэттом. Вскоре они загнаны в угол культом, которые захватывают их. Оказывается, что Габриэль был одним из мотоциклистов, взявших Ханну себе на байк. Однако подруге Мэтта не повезло, и Айзек приказывает Мэтту убить её. Мэтт отказывается и Айзек, проклиная своего сына, сам убивает её мачете Джесси. Мэтту удаётся бежать через кукурузное поле.
Габриэль и Ханна прячутся в сарае, где они купаются и занимаются любовью. Всё это происходит в тот момент, когда часы ударяют двенадцать. Мэтт вскоре появляется в сарае, и Ханна спрашивает его о своей матери и, не получив ответа, уходит, чтобы искать её. В то время в сарае Габриэль показывает Мэтту коллекцию сельскохозяйственных инструментов. Целуя его, Габриэль обещает, что Мэтт будет со своей девушкой. Он покидает сарай с Ханной, а Мэтт пронзает себя косой. В больнице Рэйчел содержится в подвале. В то же время Ханне приходят видения её избиения Корой. В коридоре она встречает Джейка, который предупреждает её о лжепророке в овечьей шкуре, который на самом деле является волком. Габриэль убивает Джесси, используя сверхъестественную силу. Ханна противостоит Айзеку, который теперь считает себя «Тем, кто ходит между рядами». Габриэль штурмует залы больницы, и когда Кора пытается его застрелить, он заставляет её совершить самоубийство. Затем он сталкивается с Айзеком и объясняет, что он был первенцем детей кукурузы, и что Айзек отверг его право первородства в пользу своего собственного сына.
Габриэль говорит Ханне убить Айзека, но, слушая свою мать, отказывается от этого. Однако Габриэль объясняет, как всё, что произошло, шло в соответствии с его планом. Затем он управляет Айзеком своей силой и рассказывает, что он и есть Тот, кто ходит между рядов. Похитив тело первого рождённого ребёнка, он с самого начала манипулировал всем. Он кидает Айзека на землю и убивает его свинцовой трубой. Рэйчел ударяет Габриэля, когда он пытается убедить Ханну остаться. Им удаётся бежать из больницы, но перед этим Габриэль говорит Ханне, что семена уже посеяны. Габриэль исцеляется почти мгновенно, и начинает взрывать больницу, вследствие чего погибает Джейк. Рэйчел и Ханна уходят по дороге, но Ханна теперь знает, что она беременна ребёнком Того, кто обходит ряды.

## В ролях
- Натали Рэмси — Ханна Мартин
- Джон Фрэнклин — Айзек Кронер
- Пол Попович — Гэбриэль
- Нэнси Аллен — Рэйчел Колби
- Стейси Кич — доктор Майклз
- Аликс Коромзай — шериф Кора
- Уильям Прэйл — Джейк
- Джон Патрик Уайт — Мэтт
- Нэйтан Бекстон — Джесси
- Гари Баллок — Захария

## Музыка
В фильме прозвучали песни:
- «Burning Up» в исполнении Rachel Tyler.
- «Dirty White Boots» в исполнении Rachel Tyler.
- «Oernunnce» в исполнении Faith & The Muse.
- «The Sea Angler» в исполнении Faith & The Muse.